# Giwi Czocheli
Giwi Dmitriewicz Czocheli (gruz. გივი ჩოხელი, ur. 27 czerwca 1937 w Telawi, zm. 25 lutego 1994 w Tbilisi) – gruziński piłkarz, grający na pozycji obrońcy, reprezentant Związku Radzieckiego, Mistrz Europy w 1960, trener piłkarski.

## Kariera piłkarska
Pierwszym klubem w jego karierze był zespół Nadikwari z rodzinnego Telawi, gdzie występował w 1956. Następne sezony spędził w Dinamie Tbilisi, występującym w radzieckiej ekstraklasie. Jako zawodnik Dinama debiutował w reprezentacji ZSRR. Miało to miejsce 6 lipca 1960 w meczu 1/2 finału pierwszych mistrzostw Europy (przeciwnikiem Sbornej była Czechosłowacja). Kolejnym meczem w jego karierze było zwycięskie dla ZSRR spotkanie z Jugosławią w finale tego samego turnieju. Ostatni występ w reprezentacji zaliczył 10 czerwca 1962 na mistrzostwach świata w Chile w grze z gospodarzami turnieju. Ogółem zagrał 19 razy w barwach ZSRR. Przedwcześnie, w wieku 28 lat zakończył karierę piłkarską w 1965.

## Kariera trenerska
Po zakończeniu kariery zawodniczej próbował swoich sił jako trener. Pracował wyłącznie z drużyną Dinama Tbilisi, gdzie pełnił funkcje asystenta i kierownika drużyny, a w latach 1969–1970 i 1974 pierwszego trenera.